# Lluís Ferrandis (músic)
Lluís Ferrandis va ser un músic i cantaire nascut a Castelló de la Plana (País Valencià) al segle XVI. Els seus pares van ser Luis Ferrandis i Mariana Gual.
Va començar a cantar a la catedral de Castelló el 4 de març de 1732 va servir allà fins l'abril de 1736. En aquell moment el mossèn que hi havia era Joseph Pradas. Pel seu servei de 3 anys va rebre trenta lliures.